# Philip Halloun
Philip Paridon Halloun, f. 1984 i Danmark, er en dansk-palæstinensisk sangskriver, instrumentalist, sanger og producer, der har arbejdet med bl.a. Søs Fenger, Erann DD, Dawn Joseph, og Sys Bjerre.
Philip skildres i  dokumentarfilmen Palestinian Strings fra 2009 af Mikkel Jersin, hvis mål er at fremvise jagten på drømme og musik. Filmen finder sted i landsbyen Isfiya i Israel, hvorfra hans far Rimon Halloun kommer, samt Ramallah og Bir Zeit på Vestbredden.
Som guitarist spillede Philip med i et israelsk bryllupsband i 2008-2009 i alle de store byer i Israel og på Vestbredden.
Philip har desuden, som bassist og anden vokalist, turneret Danmark med bandet TAK, der medvirkede med to numre på soundtracket til film-succesen Møgunger fra 2003, i et tæt samarbejde med Jesper Winge Leisner.
Med sine guitarbaserede sange turnerede Philip i 2010 rundt med Sys Bjerre som opvarmning for sangerindens forårsturne.
Philip arbejder nu i samarbejde med Publishingselskabet Musical Suspects under Adam Powers og producerer alt fra akustiske melodiøse sange til club-produktioner.
Philip er bosat på Vesterbro og arbejder i diverse studier i Danmark eller udfolder sig på sangskrivercamps.
Han deltog desuden i Dansk Melodi Grand Prix 2012 med finske Jonna Emilia Kärkkäinen med den selskrevne duét "Baby, Love me".
Senest har han medkomponeret og co-produceret Big Brother 2012 titelsangen.
 Der er for få eller ingen kildehenvisninger i denne artikel, hvilket er et problem. Du kan hjælpe ved at angive troværdige kilder til de påstande, som fremføres i artiklen.